# Astrophiura marionae
Astrophiura marionae är en ormstjärneart som beskrevs av Rudolf Christian Ziesenhenne 1951. Astrophiura marionae ingår i släktet Astrophiura och familjen fransormstjärnor. Inga underarter finns listade i Catalogue of Life.